# Union Kleinmünchen
Actualités
Le Union Kleinmünchen Linz est un club autrichien de football féminin basé à Linz.

## Histoire
Le club est fondé en 1980 par des joueuses de huit clubs différents de la région de Haute-Autriche, afin de monter une équipe pour intégrer la première division autrichienne. Le club s'installe à Kleinmünchen, un quartier de la ville de Linz, il prend la place du LUV Graz qui se désinscrit pour une saison de la première division.
Le premier match de championnat se déroule le 14 septembre 1980, avec une victoire 4 à 2 contre le SV Aspern Herzer. À l'époque, la première division est composée de six équipes, Union Kleinmünchen termine sa première saison à la 5e place.
Le club reste ensuite pendant 26 saisons en première division, il gagne huit fois le championnat dans les années 90, et est sept fois vice-champion. Dans sa période faste, il gagne également six fois la Coupe d'Autriche et est finaliste trois fois.
Après le départ de la génération dorée, le club ne connaît plus le même succès, même si en 2004-2005, il termine vice-champion. Finalement en 2008, Union Kleinmünchen connaît sa première relégation, mais il revient dans l'élite deux saisons plus tard, puis jusqu'à la saison 2018-2019, l'année de sa deuxième relégation, c'est un club de milieu de tableau.
En début de saison 2021-2022 en deuxième division, le club entame un partenariat avec le FC Blau-Weiß Linz. Il joue sous le nom Union Kleinmünchen/Blau-Weiss Linz et reprend les couleurs de ce dernier, le bleu et le blanc. À l'issue de cette saison, le club remporte la deuxième division et est promu en première division.

## Palmarès
| \| - Championnat d'Autriche féminin (8) : - Champion : 1989-90, 1990-91, 1991-92, 1992-93, 1993-94, 1995-96, 1997-98 et 1998-99. - Coupe d'Autriche féminine (6) : - Vainqueur : 1990-91, 1992-93, 1994-95, 1995-96, 1997-98 et 1998-99. \| \| - Supercoupe d'Autriche féminine (1) : - Vainqueur : 2001. \| |  |                                                            |
| - Championnat d'Autriche féminin (8) : - Champion : 1989-90, 1990-91, 1991-92, 1992-93, 1993-94, 1995-96, 1997-98 et 1998-99. - Coupe d'Autriche féminine (6) : - Vainqueur : 1990-91, 1992-93, 1994-95, 1995-96, 1997-98 et 1998-99.                                                                        |  | - Supercoupe d'Autriche féminine (1) : - Vainqueur : 2001. |